# Finlandia en el Festival de la Canción de Eurovisión 2010
Finlandia participó en el Festival de la Canción de Eurovisión 2010, celebrado en Oslo, Noruega. La Yleisradio anunció un nuevo sistema de preselección para 2010, que consistió de doce artistas invitados a participar, más tres que fueron elegidos en la web del ente público. Las canciones se fueron enviadas al sitio de la Yle hasta fines de agosto. En octubre de 2009, el público seleccionó a sus favoritos- El resto del proceso fue similar al utilizado en 2009. La final se celebró el 30 de enero de 2010.
Finlandia pasó por las semifinales debido a que sus representantes en 2009, Waldo's People consiguieron el último puesto en la final.

## Euroviisut 2010
El proceso de selección finesa, llamado Euroviisut consistió de cuatro fases: 
- Se eligieron tres canciones (de un total de 30) mediante votación en línea del 1 al 16 de octubre en el sitio de la Yle.
- Se sumaron 12 canciones de artistas invitados por el ente público, quedando un total de 15 canciones en competencia.
- Se realizaron tres semifinales los días 8, 15 y 22 de enero en las cuales clasificaron tres canciones en cada una. Un jurado de expertos podía salvar una canción que no haya quedado clasificada en cualquiera de las semifinales.
- Se realizó una final el 30 de enero con 10 canciones en competencia.

### Fase En línea
En la fase en línea se pudo votar por internet desde el 1 hasta el 16 de octubre. De las 30 canciones participantes, tres quedaron clasificadas en la siguiente fase:
| Artista                          | Canción                              | Letra                                             | Música                                    |
| -------------------------------- | ------------------------------------ | ------------------------------------------------- | ----------------------------------------- |
| Saara Aalto                      | "Meant to be"                        | Saara Aalto                                       | Saara Aalto                               |
| Markus Ahola                     | "Kadotaan"                           | Minna Immonen                                     | Markus Ahola                              |
| AiA                              | "Ruma"                               | Anna Aittomäki y Hanna-Riikka Siitonen            | Nina Tapio                                |
| Henrik Anttila & Krister Anttila | "Yhtä juhlaa"                        | Henrik Anttila, Jukka Pylväs y Krister Anttila    | Henrik Anttila                            |
| Sonja Bishop                     | "Why don't you"                      | Ann Slangar                                       | Ann Slangar, Sonja Bishop y Mats Granfors |
| Blackbird                        | "Did I say that I loved you"         | Jussi Petäjä                                      | Jussi Petäjä                              |
| Blackstream                      | "Divine"                             | Mårten Svartström                                 | Mårten Svartström                         |
| Saga Bloom                       | "Love like this"                     | Saga Vuorenmaa                                    | Saga Vuorenmaa                            |
| Bääbs                            | "You don't know tomorrow"            | Riku Kärkkäinen                                   | Riku Kärkkäinen y Tommi Forsström         |
| Camilla Petra                    | "Your world is still waiting for me" | Kim Fredenberg                                    | Kim Fredenberg                            |
| Captain Cougar                   | "Too late"                           | Jussi Petäjä                                      | Jussi Petäjä                              |
| Daisy Jack                       | "Fridays"                            | Kristin Siegfrids, Fredrik Furu y Marcus Granfors | Ben Bergman                               |
| Marcus Granfors                  | "Always"                             | Marcus Granfors y Mikko Tamminen                  | Marcus Granfors y Mikko Tamminen          |
| Janne Hurme                      | "Not even on sundays"                | Janne Hurme                                       | Janne Hurme                               |
| Sofia Järnström                  | "Miss Magic"                         | Kimmo Pekari                                      | Niklas Mansner y Sofia Järnström          |
| Pauliina Kumpulainen             | "Niin kävi taas"                     | Tomi Kankainen                                    | Teppo Seppänen                            |
| Jukka Kuoppamäki                 | "Ystävät!"                           | Jukka Kuoppamäki                                  | Jukka Kuoppamäki                          |
| Netta                            | "Stronger"                           | Netta Eklund y Patrick Linman                     | Netta Eklund y Patrick Linman             |
| Linn Nygård                      | "Fatal moment"                       | Sebastian Holmgård y Linn Nygård                  | Sebastian Holmgård                        |
| Paul Oxley                       | "Hope"                               | Paul Oxley y Christer Rönnholm                    | Paul Oxley                                |
| Janne Raappana                   | "Elina"                              | Jussi Hakulinen                                   | Jussi Hakulinen                           |
| Rock'n Roll Sensation            | "Listen to the radio"                | Eppu Uutinen                                      | Eppu Uutinen y Erno Valovirta             |
| Geir Rönning                     | "I hate myself for loving you"       | Geir Rönning                                      | Geir Rönning, Sayit Dölen y Tom Diekmeier |
| Laura Sippola & Tuki             | "Morse For Nature"                   | Laura Sippola                                     | Laura Sippola                             |
| Sister Twister                   | "Love at the first sight"            | Elin Blom                                         | Elin Blom y Jonas Olsson                  |
| Juhana Suninen                   | "Vastaa!"                            | Juhana Suninen y Daniela Persson (l)              | Juhana Suninen                            |
| Sanna-Mari Titov                 | "Tunnustuksen tapaisia sanoja"       | Sana Mustonen                                     | Nalle Ahlstedt                            |
| Roni Tran                        | "Star Power"                         | Will Rappaport y Roni Tran Binh Trong             | Will Rappaport y Henri Lanz               |
| U.O.M.A.                         | "Kaupunki"                           | Antti Seppä                                       | Antti Seppä                               |
| Villieläin                       | "Ei minua"                           | Jani Hölli y Piritta Vartola                      | Jani Hölli                                |

### Artistas invitados
El 30 de septiembre de 2009, la Yle anunció a los 12 artistas invitados:
- Amadeus Lundberg
- Boys of the Band
- Eläkeläiset
- Pentti Hietanen
- Osmo Ikonen
- Heli Kajo
- Veeti Kallio
- Antti Kleemola
- Kuunkuiskaajat
- Nina Lassander
- Maria Lund
- Monday

### Selección televisada
Desde el 8 de enero, hubo tres semifinales cada viernes. Cada una de estas se compuso de 5 artistas en total, (cuatro invitados y uno clasificado de la votación en línea). De cada semifinal, tres artistas pasaron a la final y un décimo fue elegido por un jurado. Todas las galas se celebraron en Tampere. Todo el proceso fue transmitido por Yle TV2.
El título de las canciones y sus respectivos autores fueron anunciados por el ente público en su sitio web. Un disco compilatorio lanzado por Universal Music salió a la venta el 4 de enero de 2010.

### Resultados
Los resultados entregados por la Yle el 1 de febrero de 2010, fueron los siguientes:

#### Semifinales
| N.º | Artista                | Canción                        | Resultado   |
| --- | ---------------------- | ------------------------------ | ----------- |
| 1   | Amadeus Lundberg       | "Anastacia"                    | Clasificada |
| 2   | Nina Lassander         | "Cider Hill"                   | Clasificada |
| 3   | Bääbs                  | "You Don't Know Tomorrow"      | Eliminada   |
| 4   | Boys of the Band (BOB) | "America (I think I love you)" | Eliminada   |
| 5   | Pentti Hietanen        | "Il mondo è qui"               | Clasificada |

| N.º | Artista        | Canción                   | Resultado   |
| --- | -------------- | ------------------------- | ----------- |
| 1   | Monday         | "Play"                    | Eliminada   |
| 2   | Antti Kleemola | "Sun puolella"            | Clasificada |
| 3   | Heli Kajo      | "Annankadun kulmassa"     | Clasificada |
| 4   | Sister Twister | "Love at the first sight" | Clasificada |
| 5   | Veeti Kallio   | "Kerro mulle rakkaudesta" | Elimindada  |

| N.º | Artista        | Canción            | Resultado             |
| --- | -------------- | ------------------ | --------------------- |
| 1   | Maria Lund     | "Sydän ymmärtää"   | Salvada por el Jurado |
| 2   | Osmo Ikonen    | "Heaven or Hell"   | Eliminada             |
| 3   | Kuunkuiskaajat | "Työlki ellää"     | Clasificada           |
| 4   | Linn Nygård    | "Fatal moment"     | Clasificada           |
| 5   | Eläkeläiset    | "Hulluna humpasta" | Clasificada           |

#### Final
La final del Euroviisut 2010 se celebró el 30 de enero de 2010. Participaron tres canciones por cada semifinal, además de un tema comodín seleccionado por un Jurado. El ganador fue decidido por dos rondas de televoto, las tres canciones más votadas pasaron a una Súperfinal, en donde se volvería a utilizar el televoto para seleccionar al ganador. El orden de actuación para la final fue anunciado por la Yle el 25 de enero.
La gala contó con las presentaciones de Mikko Leppilampi (uno de los presentadores del Festival de la Canción de Eurovisión 2007) y el ganador de la edición de 2009 Alexander Rybak, quien interpretó su nuevo sencillo "Europe's skies" por primera vez.
| N.º | Artista          | Canción                   | Televotos | Lugar |
| --- | ---------------- | ------------------------- | --------- | ----- |
| 1   | Maria Lund       | "Sydän ymmärtää"          | 6.663     | 9     |
| 2   | Antti Kleemola   | "Sun puolella"            | 3.907     | 10    |
| 3   | Linn Nygård      | "Fatal moment"            | 7.135     | 7     |
| 4   | Pentti Hietanen  | "Il mondo è qui"          | 6.671     | 8     |
| 5   | Heli Kajo        | "Annankadun kulmassa"     | 11.443    | 6     |
| 6   | Nina Lassander   | "Cider Hill"              | 17.312    | 3     |
| 7   | Amadeus Lundberg | "Anastacia"               | 12.250    | 5     |
| 8   | Sister Twister   | "Love at the first sight" | 15.377    | 4     |
| 9   | Eläkeläiset      | "Hulluna humpasta"        | 20.051    | 1     |
| 10  | Kuunkuiskaajat   | "Työlki ellää"            | 18.333    | 2     |

#### Súperfinal
La Súperfinal se realizó entre los tres artistas más votados de la final: Nina Lassander, Eläkeläiset y Kuunkuiskaajat.
| N.º | Artista        | Canción            | Televotos | Lugar |
| --- | -------------- | ------------------ | --------- | ----- |
| 1   | Nina Lassander | "Cider Hill"       | 43.282    | 2     |
| 2   | Eläkeläiset    | "Hulluna humpasta" | 23.120    | 3     |
| 3   | Kuunkuiskaajat | "Työlki ellää"     | 48.139    | 1     |

## En Eurovisión
Finlandia compitió en la primera semifinal del certamen, celebrada el 25 de mayo de 2010. Sin embargo, no logró clasificarse a la gran final, obteniendo la 11.ª posición con 49 puntos.